# Pedro Martínez Losa
Pedro Martínez Losa, né le 9 mai 1976 à Madrid, est un entraîneur de football espagnol et directeur sportif, actuellement à la tête de l'équipe d'Ecosse féminine. Losa a remporté d'importants trophées en Espagne avec le Rayo Vallecano Femenino et en Angleterre avec Arsenal Women.

## Carrière
Pedro Martínez Losa commence sa carrière d'entraîneur de football à Pozuelo Alarcón (en), avec les équipes masculines de moins de 13 ans, de moins de 14 ans et de moins de 15 ans, il a également été entraîneur des équipes masculines de moins de 9 ans, de moins de 12 ans et de moins de 12 ans à l'Atlético Madrid.
Losa a ensuite commencé à entraîner des équipes féminines, d'abord avec le poste d'entraîneur de l'équipe féminine du Pozuelo Alarcón (en) avant de prendre la tête du Rayo Vallecano Femenino. Avec Rayo, Losa remporte plusieurs titres dont la Copa de la Reina en 2008, premier titre de l'histoire du club, puis trois championnats consécutifs (2008-2009, 2009-2010 et 2010-2011) et a atteint les quarts de finale de la Ligue des champions féminine de l'UEFA en 2011.
En 2012, il part aux États-Unis pour le Flash de Western New York en tant qu'entraîneur adjoint d'Aaran Lines. Lors de sa première saison avec le Flash, ils ont été les co-vainqueurs de la National Women's Soccer League, mais lors des play-offs ultérieurs, ils perdent la finale du championnat contre Portland. Bien qu’elle fasse toujours parti de l'encadrement du Flash, Losa passe la saison 2013 en tant qu’entraîneur adjoint des Purple Eagles de Niagara.
En 2014, Pedro Martínez Losa est nommé entraîneur d'Arsenal Women, succédant à Shelley Kerr (en). Avec Arsenal, il mène l'équipe à la victoire en FA WSL Cup 2015 et en FA Women's Cup 2016,. Il quitte Arsenal en octobre 2017, après un début de saison contrasté. En juillet 2018, Losa a été nommé directeur du football au Millwall Lionesses, mais quitte le club en juin 2019 lors de la séparation avec le club masculin.
Le 7 juin 2019, Losa est nommé à la tête de l'équipe féminine des Girondins de Bordeaux, succédant à Jérôme Dauba.
Le 21 juillet 2021, il prend les rênes de la sélection écossaise féminine.

## Palmarès

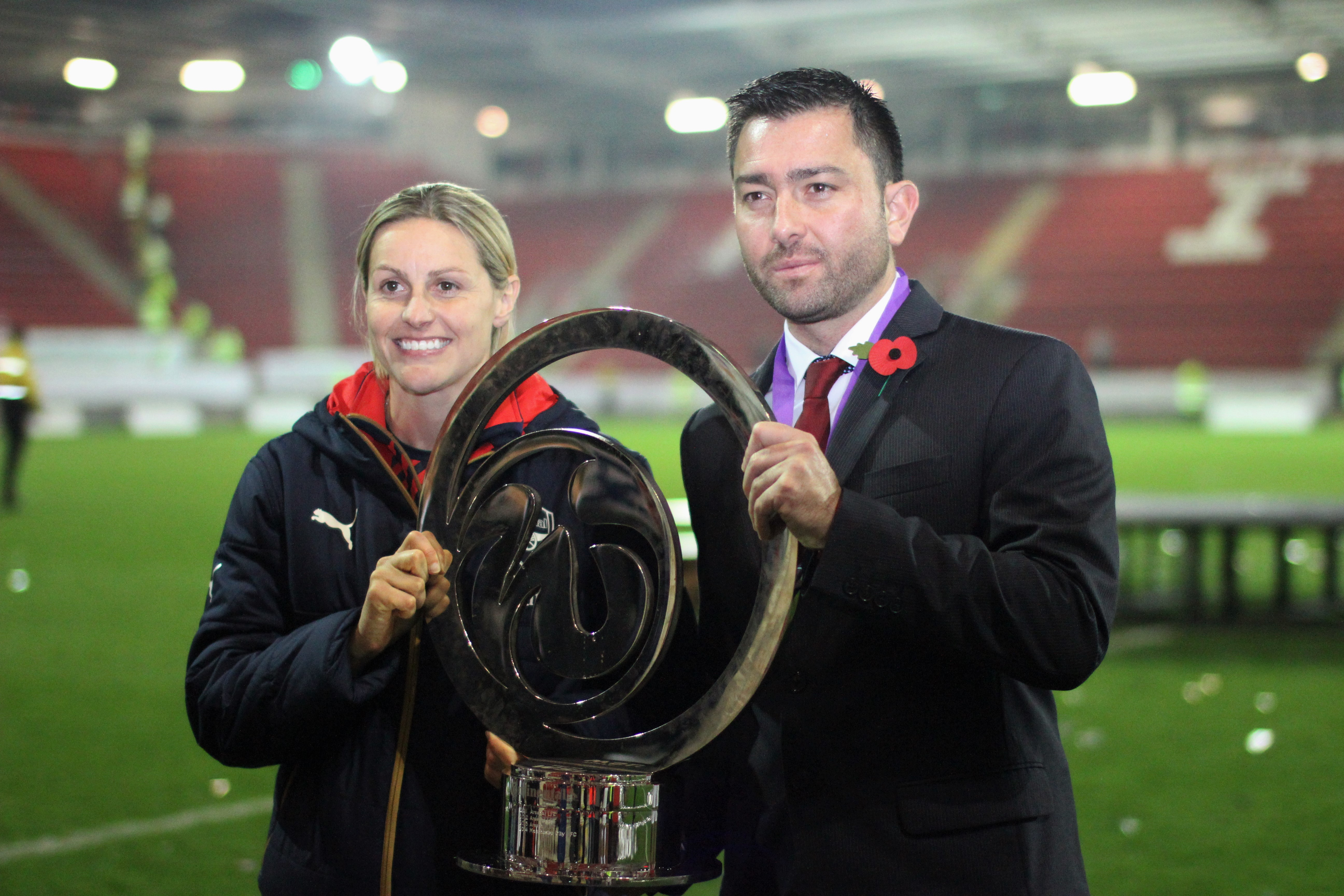
Losa et Kelly Smith avec la FA WSL Cup en 2015

### En tant qu'entraîneur
Rayo Vallecano Femenino
- Primera División : 2008-2009, 2009-2010, 2010-2011
- Copa de la Reina : 2008

Arsenal Women
- FA Women's Cup : 2016
- FA WSL Cup : 2015

## Statistiques
| Saison    | Club                      | Championnat | Championnat | Championnat | Championnat | Championnat | Coupe nationale | Coupe nationale | Coupe nationale | Coupe nationale | Total  | Total | Total | Total | % Victoires |
| Saison    | Club                      | Division    | Matchs      | V           | N           | D           | Matchs          | V               | N               | D               | Matchs | V     | N     | D     | % Victoires |
| --------- | ------------------------- | ----------- | ----------- | ----------- | ----------- | ----------- | --------------- | --------------- | --------------- | --------------- | ------ | ----- | ----- | ----- | ----------- |
| 2019-2020 | Girondins de Bordeaux (F) | Division 1  | 16          | 12          | 1           | 3           | 3               | 0               | 3               | 0               | 19     | 12    | 4     | 3     | 63,16 %     |
| 2019-     | Total Bordeaux            | —           | 16          | 12          | 1           | 3           | 3               | 0               | 3               | 0               | 19     | 12    | 4     | 3     | 63,16 %     |